# Petavius (cràter)
Petavius és un gran cràter d'impacte localitzat al sud-est de la Mare Fecunditatis, prop del terminador lunar sud-oriental. El cràter més petit Wrottesley està unit a la vora nord-oest. Al sud-est s'hi troben el Vallis Palitzsch i els cràters Palitzsch i Hase. Més al nord apareix el gran cràter Vendelinus. Petavius apareix amb un contorn oblong quan s'hi veu des de la Terra a causa de l'escorç. Pertany al Període Ímbric.
La paret exterior de Petavius és inusualment ampla en relació amb el seu diàmetre, i exhibeix una vora doble als costats sud i oest. L'altura del brocal varia fins a un 50% des del punt més baix, i una sèrie de crestes s'irradien cap a fora des de la vora. El sòl del cràter és convex, ha estat regenerat per fluxos de lava, i mostra un sistema d'esquerdes anomenat Rimae Petavius. Les grans muntanyes centrals són una formació prominent amb pics múltiples, aconseguint 1,7 quilòmetres per sobre del sòl circumdant. Una fractura profunda s'estén des dels pics cap a la vora sud-oest del cràter.
Thomas William Webb descriu a Petavius com,
"Un dels millors llocs de la Lluna: la seua gran doble muralla, al costat est gairebé arriba els 3.350 m. Alt, les seves terrasses, i el seu interior convex amb pujol central i esquerda, componen un magnífic paisatge en el matí o el vespre de la Lluna, desapareixent per complet sota el Sol aixecat sobre l'horitzó però a mig camí del meridià".
El temps més favorable per veure aquest element a través d'un telescopi és en el tercer dia de cada nou cicle lunar. Al quart dia, el cràter queda gairebé desproveït d'ombra.
Les imatges de radar en la longitud d'ona de 70 cm d'aquest cràter i els seus voltants mostren que la regió de la superfície més enllà de l'àmplia rampa exterior de Petavius té un halo fosc, característic d'una superfície llisa lliure de cudols. Hom pensa que aquesta circumstància va poder haver estat produïda per l'extensió radial de l'esclat durant l'impacte original, que va escombrar l'àrea netejant-la de roques.
Petavius B al nord-nord-oest de Petavius té un petit sistema de marques radials que es dissemina a través de la superfície de la Mare Fecunditatis. A causa d'aquests raigs, hom considera que Petavius B forma part del Període Copernicà.

## Cràters satèl·lit
Per convenció aquests elements són identificats en els mapes lunars posant la lletra en el costat del punt central del cràter que està més proper a Petavius.
|          | \| Petavius \| Coordenades \| Diàmetre \| \| -------- \| ------------------------------------ \| -------- \| \| A \| 26° 00′ S, 61° 36′ E / 26.0°S,61.6°E \| 5 km \| \| B \| 19° 54′ S, 57° 06′ E / 19.9°S,57.1°E \| 33 km \| \| C \| 27° 42′ S, 60° 06′ E / 27.7°S,60.1°E \| 11 km \| \| D \| 24° 00′ S, 64° 24′ E / 24.0°S,64.4°E \| 17 km \| |          |
| Petavius | Coordenades | Diàmetre |
| A        | 26° 00′ S, 61° 36′ E / 26.0°S,61.6°E | 5 km     |
| B        | 19° 54′ S, 57° 06′ E / 19.9°S,57.1°E | 33 km    |
| C        | 27° 42′ S, 60° 06′ E / 27.7°S,60.1°E | 11 km    |
| D        | 24° 00′ S, 64° 24′ E / 24.0°S,64.4°E | 17 km    |

## Imatges

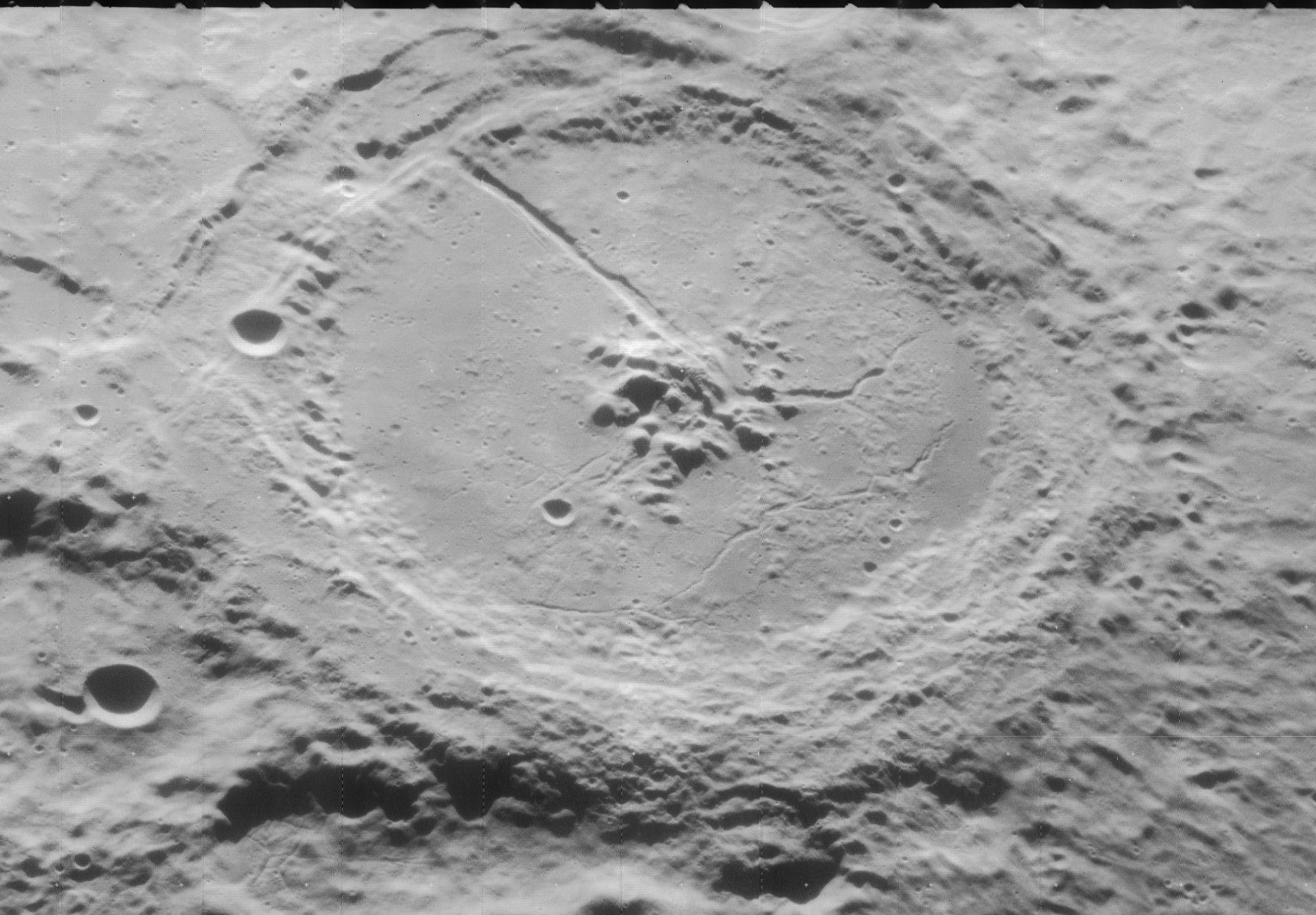
Vista obliqua des del Lunar Orbiter 4
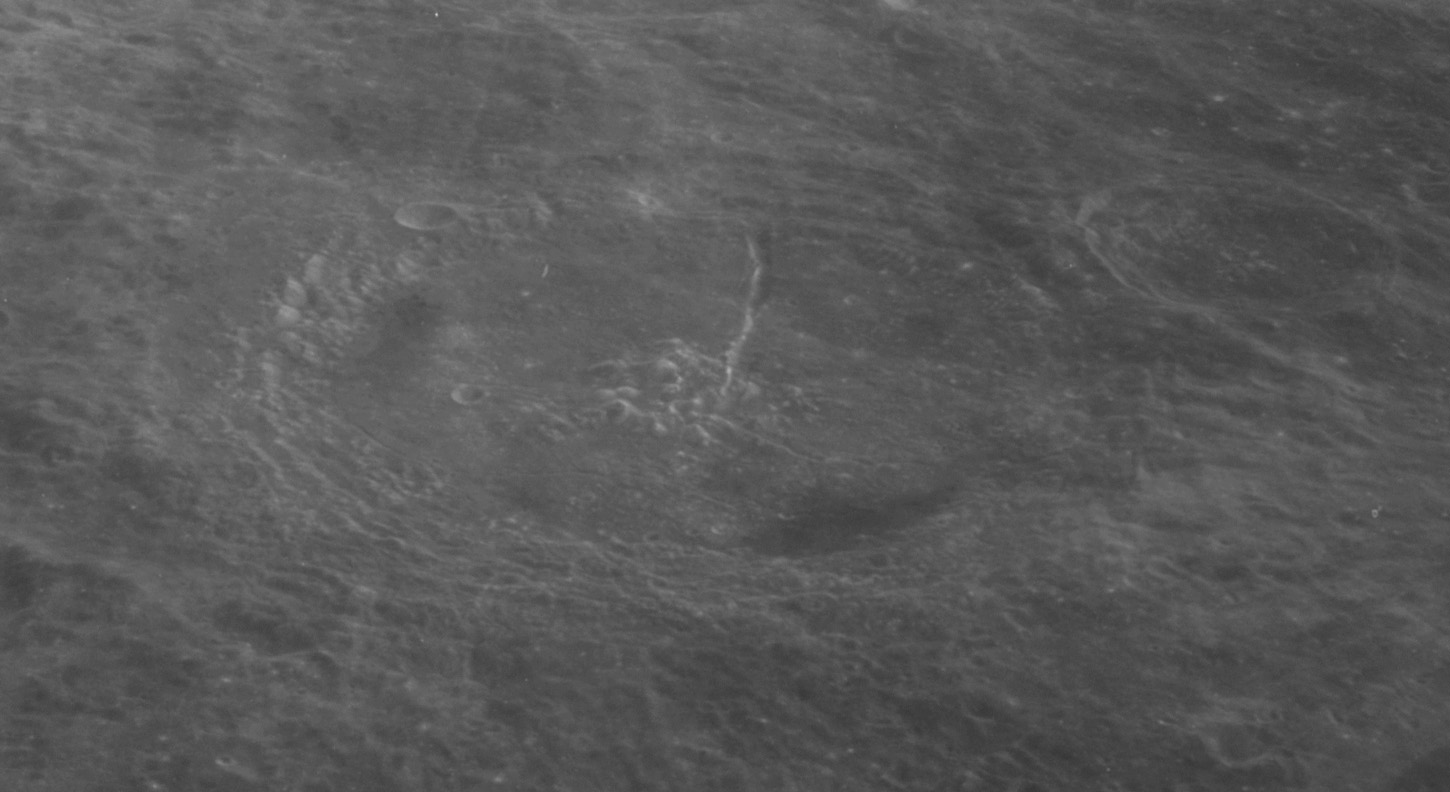
Vista obliqua des de l'Apollo 14
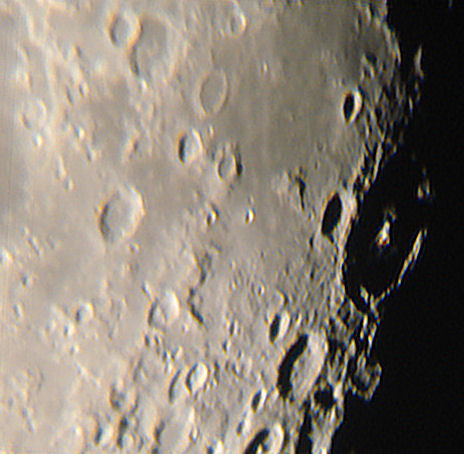
Cràter Petavius i el terminador vist des de la Terra
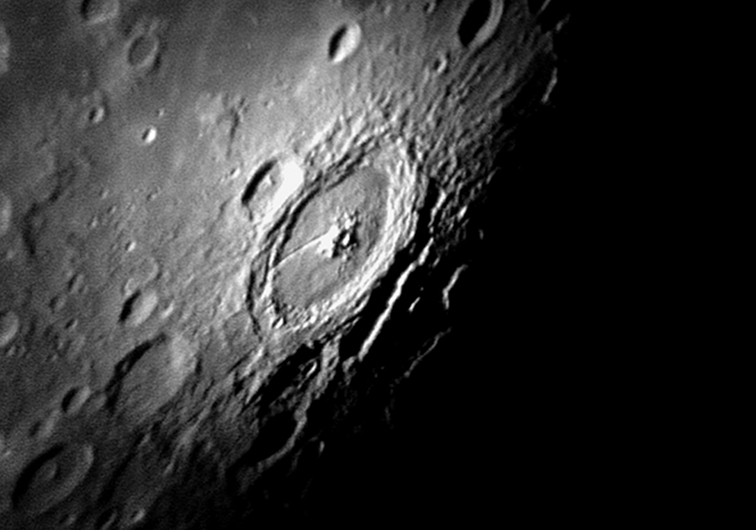
Cràter Petavius vist des de la Terra
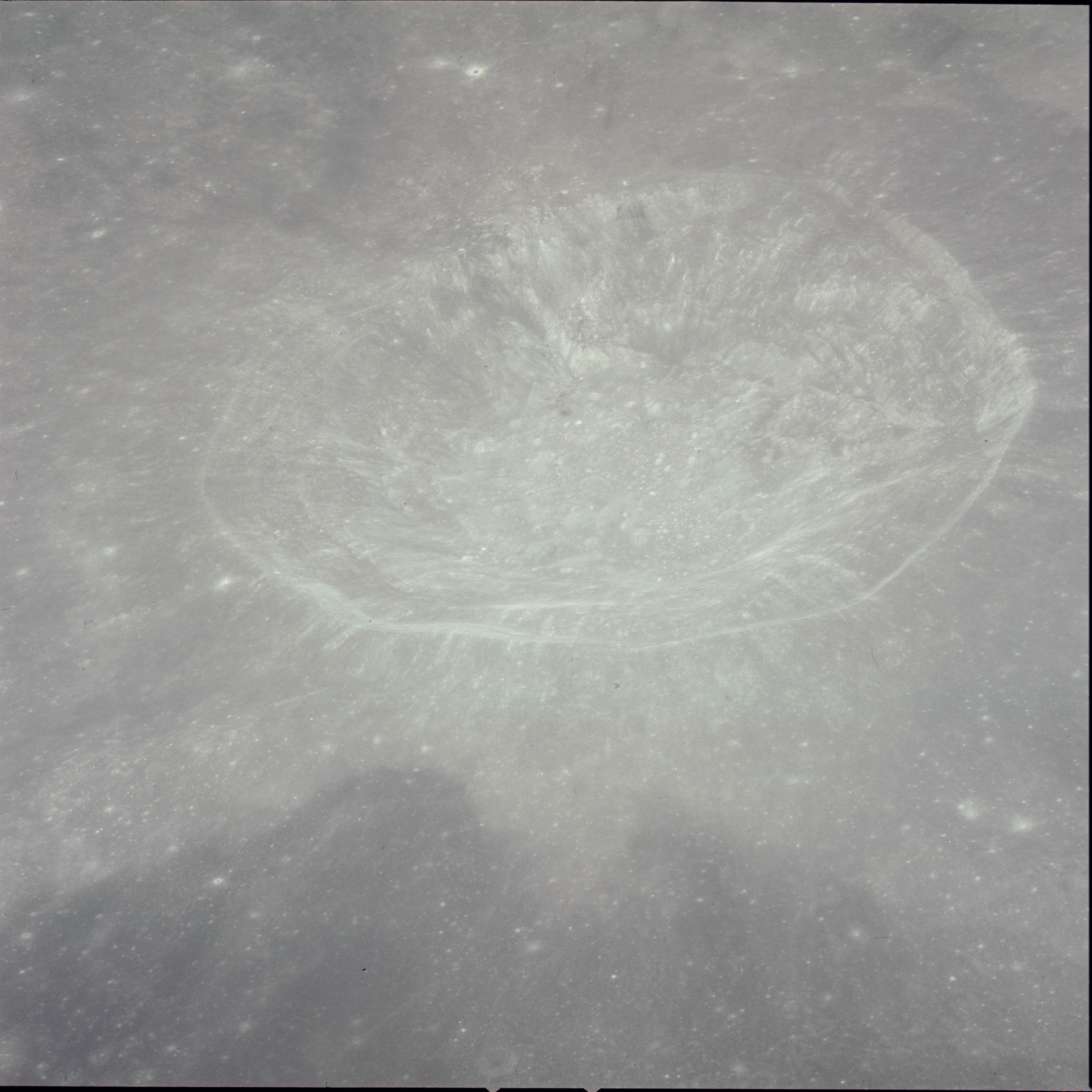
Cràter Petavius B vist des de l'Apollo 12

## Altres referències
- (WGPSN), IAU Working Group for Planetary System Nomenclature. «Gazetteer of Planetary Nomenclature. 1:1 Million-Scale Maps of the Moon» (en anglès).  UAI / USGS, 13-02-2013. [Consulta: 6 abril 2016].
- Andersson, L. E.; Whitaker, E. A.,. NASA Catalogue of Lunar Nomenclature (en anglès).  NASA RP-1097, 1982.
- Blue, Jennifer. «Gazetteer of Planetary Nomenclature» (en anglès).  USGS, 25-07-2007. [Consulta: 2 gener 2012].
- Bussey, B.; Spudis, P.. The Clementine Atlas of the Moon (en anglès).  Nueva York: Cambridge University Press, 2004. ISBN 0-521-81528-2.
- Cocks, Elijah E.; Cocks, Josiah C.. Who's Who on the Moon: A Biographical Dictionary of Lunar Nomenclature (en anglès).  Tudor Publishers, 1995. ISBN 0-936389-27-3.
- McDowell, Jonathan. «Lunar Nomenclature» (en anglès).   Jonathan's Space Report, 15-07-2007. [Consulta: 2 gener 2012].
- Menzel, D. H.; Minnaert, M.; Levin, B.; Dollfus, A.; Bell, B. «Report on Lunar Nomenclature by The Working Group of Commission 17 of the IAU» (en anglès). Space Science Reviews, 12, 1971, pàg. 136.
- Moore, Patrick. On the Moon (en anglès).  Sterling Publishing Co, 2001. ISBN 0-304-35469-4.
- Price, Fred W. The Moon Observer's Handbook (en anglès).  Cambridge University Press, 1988. ISBN 0521335000.
- Rükl, Antonín. Atlas of the Moon (en anglès).  Kalmbach Books, 1990. ISBN 0-913135-17-8.
- Webb, Rev. T. W.. Celestial Objects for Common Telescopes, 6ª edición revisada (en anglès).  Dover, 1962. ISBN 0-486-20917-2.
- Whitaker, Ewen A. Mapping and Naming the Moon (en anglès).  Cambridge University Press, 2003. 978-0-521-54414-6.
- Wlasuk, Peter T. Observing the Moon (en anglès).  Springer, 2000. ISBN 1-85233-193-3.